# 鷹撃谷城
鷹撃谷城（たかちがやじょう）は、岐阜県恵那市大井町字野畑城の欠（しろのかけ）にあった日本の城。恵那市指定史跡（「大井城跡」）。なお、史跡指定名称は「大井城跡」となっているが、南東の恵那市立大井小学校敷地にある別の城跡が一般には大井城とされている。

## 概要
阿木川右岸の河岸段丘上に築かれた平山城である。築城者は岩村城の遠山景任に仕えた藤井宗常・藤井常守兄弟とされ、南東の大井城と共に拠点とし理由は不明であるが苗木城の苗木遠山氏を攻めるなどしたというが、彼らの代で記録に見えなくなり、16世紀後半には廃城となったと考えられている。

## 現在
現状は畑となっており、土塁状の高まりがある。2003年（平成15年）に行われた発掘調査では、地中から土塁跡とみられる僅かな盛土層と、空堀が発見されたものの、逆に現地表面に見られる土塁状の高まりはガラス片などが盛土内に混入しており、近代以降の造成によるものであることが判明した。